# Катаржина
АНО «Катаржина» — автономная некоммерческая организация, разрабатывающая и производящая активные кресла-коляски для инвалидов. Также занимается проведением реабилитационных сборов для инвалидов-колясочников, участвует в общественных и благотворительных мероприятиях. Основана в 1995 году в Москве инвалидом Андреем Елагиным, при этом около половины сотрудников на предприятии — тоже инвалиды. Находится в числе крупнейших частных производителей инвалидных кресел в России, единственная российская компания, производящая титановые коляски для инвалидов-спортсменов.

## История
Идея о производстве облегчённых инвалидных колясок зародилась ещё в 1990 году, когда инвалид-колясочник Андрей Елагин побывал на реабилитационных сборах шведской компании Rekryterings Gruppen, добившейся в этой сфере немалых успехов. Он вместе с единомышленниками решил организовать похожее производство в России, офис открылся в здании общества инвалидов Северо-Восточного административного округа, производственный цех был устроен в подвале обычного жилого дома, при этом назвали созданное предприятие в честь проживавшей в Швеции девушки Катаржины Трок, которая участвовала в упомянутых реабилитационных сборах и была связующим звеном между россиянами и шведами. Стальные рамы для колясок заказывались в Ростове-на-Дону, поставку титановых деталей обеспечивали предприятия Урала, покраска осуществлялась в городе Долгопрудном, в то время как остальные производственные процессы осуществлялись сотрудниками самостоятельно: слесарные работы, сборка, пошив чехлов, сидений и пр. В 1995 году были разработаны и произведены первые облегчённые коляски торговых марок «Крошка Ру» и «Пикник».
За первый год работы было изготовлено уже около 200 колясок, в последующие годы производственная мощность постепенно увеличивалась. Продукция компании получила распространение среди российских паралимпийцев, например, на летних Паралимпийских играх 2008 года в Пекине вся сборная России по фехтованию выступала в специализированных колясках от «Катаржины».
В 2009 году компания выиграла президентский грант на проведение реабилитационных курсов по обучению инвалидов военной службы активному образу жизни на коляске. Рассчитанная на 60 человек программа стартовала в подмосковном центре медицинской реабилитации им. М. А. Лиходея. Тогда же «Катаржина» принимала участие в форуме-выставке «Год семьи — результаты, проблемы, перспективы» в Центральном выставочном зале «Манеж». Всего в этот период на предприятии работало 32 человека, в том числе 17 инвалидов-колясочников.
Компания награждена грамотами, дипломами и благодарственными письмами крупных ведомств и государственных деятелей, их заслуги отмечались первыми лицами государства. В частности, руководители предприятия лично встречались с Юрием Лужковым, Дмитрием Медведевым, дважды были на приёме у Владимира Путина. Андрей Елагин принимал участие в совещаниях Агентства стратегических инициатив, где обсуждал проблемы рынка технических средств реабилитации с главой организации Андреем Никитиным и заместителем министра промышленности и торговли РФ Сергеем Цыбом. Является членом Общественной палаты Москвы, заместитель руководителя Комиссии по спорту, туризму и досугу и член Комиссии по социальной защите, делам семьи, молодёжи и детей. В 2014 году баллотировался в депутаты Московской городской думы.
В настоящее время компания занимается производством любого оборудования, которое может понадобиться людям с ограниченными возможностями:  коляски, пандусы, подъёмники, вертикализаторы, средства реабилитации, сантехника, спортивный инвентарь, запасные части, аксессуары. Компания разработала для инвалидов новую коляску с электроприводом, которая весит в несколько раз меньше зарубежных аналогов, а стоит в два раза меньше.  
Кроме того, «Катаржина» регулярно проводит реабилитационные сборы для людей с инвалидностью, на благотворительной основе обеспечивает колясками пострадавших на воинской службе. Главным заказчиком выступает Фонд социального страхования Российской Федерации, компания придерживается принципа самоокупаемости — в случае появления небольшой прибыли её тратят на бесплатные подарочные коляски для инвалидов военных травм.